# It'z Icy
It'z Icy (estilizado como IT'z ICY) es el primer EP del grupo de chicas surcoreano Itzy, lanzado el 29 de julio de 2019 por JYP Entertainment. La canción «Icy» fue lanzada como el sencillo principal del EP. La versión física está disponible en dos versiones: IT'z e ICY.

## Antecedentes y lanzamiento
En mayo de 2019, JYP Entertainment lanzó una entrevista para los medios, informando que Itzy se estaba preparando para regresar a la escena, confirmando oficialmente que regresarían en julio. A las 6pm KST del 29 de julio, se lanzó oficialmente el miniálbum IT'z ICY.

## Promoción
International Global Media comenzó a promocionar el EP el 9 de julio de 2019 con los pósteres teaser grupales. El 14 de julio de 2019 se revelaron los teasers de Yeji. Los pósteres teaser de Lia fueron revelados al día siguiente. Los carteles teaser de Ryujin se revelaron el 16 de julio. Los carteles teaser de Chaeryeong se revelaron al día siguiente. Los carteles teaser de Yuna se revelaron el 18 de julio. El primer vídeo teaser musical se lanzó el 24 de julio. El segundo y último se lanzó al día siguiente.

## Vídeo musical
El vídeo musical de «Icy», la canción principal, se lanzó a la medianoche del mismo día del lanzamiento del disco y acumuló 18,1 millones de visitas en 24 horas. A diciembre de 2019, tiene más de 100 millones de visitas en YouTube.
El 2 de agosto, el vídeo de práctica de baile para «Icy» fue lanzado en el canal oficial de YouTube del grupo.

## Rendimiento en listas
El 5 de agosto, It'z Icy debutó y alcanzó el número 11 en la lista de álbumes mundiales de Billboard de los EE. UU., y en el número 19 en los álbumes de Billboard Heatseekers, convirtiéndose en su primera entrada en ambas listas.
En Japón, It'z Icy debutó en el número 12 y 32 en la lista de álbumes de Oricon y en el chart de Hot Álbumes de Japón, respectivamente. El EP también entró en el número 10 en la lista de álbumes digitales de Oricon.

## Lista de canciones
| It'z Icy |                               |                         | |                               |          |  |
| N.º      | Título                        | Letras                  | Música | Arreglo                       | Duración |  |
| 1.       | «Icy»                         | J.Y. Park, Penomeco     | J.Y. Park, Cazzi Opeia, Ellen Berg Tollbom, Daniel Caesar, Ludwig Lindell, Ashley Alisha, Cameron Neilson, Lauren Dyson | J.Y. Park, Lee Hae-seul       | 3:11     |  |
| 2.       | «Cherry»                      | Ellie Suh (153/Joombas) | Michael Fonseca, Mac Montgomery, JAX, Dan Henig                                                                         | Omega & Demn                  | 3:10     |  |
| 3.       | «It'z Summer»                 | JQ, Shin Sae-rom, Kako  | Poptime, Kako | Poptime, Kako                 | 3:18     |  |
| 4.       | «Dalla Dalla (DallasK Remix)» | Galactika               | Galactika, Athena | DallasK                       | 3:11     |  |
| 5.       | «Want It? (Imad Royal Remix)» | Lee Seu-ran, Tommy Park | Emile Ghantous, Keith Hetrick, Allison Gillis, Aimee Proal, Whitney Phillips, Erin Beck                                 | Emile Ghantous, Keith Hetrick | 3:28     |  |
| 16:21    |                               |                         | |                               |          |  |

## Posicionamiento en listas

### Lista semanal
| Lista (2019)                       | Mejor posición |
| ---------------------------------- | -------------- |
| French Download Albums (SNEP)      | 49             |
| Japón (Oricon)                     | 12             |
| Japanese Digital Albums (Oricon)   | 10             |
| Japan Hot Albums (Billboard Japan) | 32             |
| South Korean Albums (Gaon)         | 3              |
| Heatseekers Albums (Billboard)     | 19             |
| US World Albums (Billboard)        | 11             |

### Lista de fin de año
| Lista (2019)               | Mejor posición |
| -------------------------- | -------------- |
| South Korean Albums (Gaon) | 47             |

## Reconocimientos
| Crítica/Publicación | Lista                          | canción  | Ranking | Ref.   |
| ------------------- | ------------------------------ | -------- | ------- | ------ |
| MTV                 | Mejor Lado B de K-pop del 2019 | «Cherry» | 15      | [ 17 ] |

## Historial de lanzamiento
| País  | Fecha               | Formato                     | Discográfica      | Ref.   |
| Mundo | 29 de julio de 2019 | Descarga digital, streaming | JYP Entertainment | [ 18 ] |